# Interkontinentální pohár 2000
Třicátý devátý ročník Interkontinentálního poháru byl odehrán 27. listopadu na Olympijském stadionu v Tokiu, kde se pravidelně hrál pravidelně již od roku 1980. Ve vzájemném zápase se střetli vítěz Ligy mistrů UEFA v ročníku 1999/00 – Real Madrid a vítěz Poháru osvoboditelů v ročníku 2000 – CA Boca Juniors.

## Zápas
| 27. listopadu 2000 19.20 JST (UTC +9) (11.20 SEČ) |        |                       |                                                |
| Real Madrid                                       | 1 : 2  | CA Boca Juniors       | Olympijský stadion, Tokio rozhodčí: Óscar Ruiz |
| Roberto Carlos 12'                                | Report | 3', 6' Martín Palermo | Olympijský stadion, Tokio rozhodčí: Óscar Ruiz |

| Real Madrid | Boca Juniors |

|                    |    |                    |     |     |
|                    |    |                    |     |     |
| GK                 | 25 | Iker Casillas      |     |     |
| RB                 | 21 | Geremi             | 89' |     |
| CB                 | 4  | Fernando Hierro    |     |     |
| CB                 | 18 | Aitor Karanka      |     |     |
| LB                 | 3  | Roberto Carlos     |     |     |
| CM                 | 6  | Iván Helguera      | 89' |     |
| CM                 | 8  | Steve McManaman    |     | 67' |
| CM                 | 24 | Claude Makélélé    |     | 77' |
| RW                 | 10 | Luís Figo          |     |     |
| LW                 | 14 | Guti               |     |     |
| CF                 | 7  | Raúl               |     |     |
| Náhradníci:        |    |                    |     |     |
| GK                 | 13 | César              |     |     |
| DF                 | 12 | Iván Campo         |     |     |
| DF                 | 2  | Michel Salgado     |     |     |
| MF                 | 17 | Flavio Conceição   |     |     |
| MF                 | 19 | Santiago Solari    |     |     |
| MF                 | 11 | Sávio              |     | 67' |
| CF                 | 9  | Fernando Morientes |     | 77' |
| Trenér:            |    |                    |     |     |
| Vicente del Bosque |    |                    |     |     |

|                |    |                            |     |     |
|                |    |                            |     |     |
| GK             | 1  | Óscar Córdoba              |     |     |
| RB             | 4  | Hugo Ibarra                | 69' |     |
| CB             | 2  | Jorge Bermúdez             |     |     |
| CB             | 13 | Cristian Traverso          |     |     |
| LB             | 6  | Aníbal Matellán            |     |     |
| LM             | 18 | José Basualdo              |     |     |
| CM             | 5  | Mauricio Serna             |     |     |
| RM             | 22 | Sebastián Battaglia        |     | 93' |
| AM             | 10 | Juan Román Riquelme        |     |     |
| CF             | 16 | Marcelo Delgado            |     | 88' |
| CF             | 9  | Martín Palermo             |     |     |
| Náhradníci:    |    |                            |     |     |
| GK             | 12 | Roberto Abbondanzieri      |     |     |
| DF             | 14 | Nicolás Burdisso           |     | 93' |
| MF             | 24 | José Pereda                |     |     |
| MF             | 8  | Julio Marchant             |     |     |
| MF             | 17 | Gustavo Barros Schelotto   |     |     |
| FW             | 7  | Guillermo Barros Schelotto |     | 88' |
| FW             | 20 | Antonio Barijho            |     |     |
| Trenér:        |    |                            |     |     |
| Carlos Bianchi |    |                            |     |     |

| Muž zápasu: Martín Palermo (CA Boca Juniors) Asistenti rozhodčího: Liu Tiejun Noboru Ishiyama Čtvrtý rozhodčí: Naotsugu Fuse |

## Vítěz
| Interkontinentální pohár 2000 CA Boca Juniors (2. vítězství) |